# Katastrofa lotu Indian Airlines 113
Katastrofa lotu Indian Airlines 113 – katastrofa lotnicza samolotu Boeing 737-2A8, należącego do linii Indian Airlines, do której doszło 19 października 1988 roku w Ahmadabad w Indiach. W jej wyniku zginęły 133 osoby, a 2 osoby zostały ranne.
Jest to najtragiczniejsza katastrofa lotnicza w historii linii Indian Airlines i czwarta najtragiczniejsza katastrofa lotnicza w Indiach.
Wśród ofiar znalazł się m.in. profesor Labdhi Bhandari.

## Wypadek
O godzinie 06:41, gdy samolot zniżał się do poziomu 5500 stóp, lot otrzymał polecenie zgłoszenia się nad VOR Ahmedabad. Zgłoszono widzialność 2000 m we mgle przy spokojnym wietrze. Załoga lotu zgłosiła się nad VOR i przygotowała się do podejścia. Ostatni kontakt radiowy z lotem miał miejsce o godzinie 06:50. Załoga nie prosiła o pozwolenie lub zgodę na lądowanie, ani nie dawała standardowych sygnałów co 300 m. Prędkość wynosiła 300 km/h, co było wyższą od przepisowej, a pilot nie powinien był schodzić poniżej 150 m, póki nie zobaczy pasa startowego.
Rozmowa odtworzona na rejestratorze dźwięków w kokpicie wykazała, że obaj byli skupieni na próbie zobaczenia pasa startowego po decyzji o lądowaniu, a w swoim niepokoju nie zwracali uwagi na wysokość maszyny.
Samolot uderzył w drzewa i słup wysokiego napięcia, po czym rozbił się na polu ryżowym, gdzie stanął w płomieniach.

## Ofiary
W katastrofie zginęło 127 pasażerów i 6 członków załogi. 2 pasażerów zostało rannych.
Początkowo katastrofę przeżyło pięciu pasażerów, jednak trzech zmarło w szpitalu.